# Chicas nuevas 24 horas
Chicas nuevas 24 horas es un documental dirigido por Mabel Lozano estrenado en 2015.

## Sinopsis
El documental realiza una investigación en cinco países (Argentina, Colombia, Paraguay, Perú y España) sobre el negocio de la esclavitud sexual, a través del testimonio de mujeres y niñas. Reconstruye así un negocio que mueve  32 mil millones de dólares al año. La ONU calcula en 2,4 millones las víctimas de trata de seres humanos, de las cuales el 79 % son mujeres y niñas que han sido introducidas en Europa para ser explotadas sexualmente.
Engañadas con la promesa de conseguir una vida mejor, son explotadas sexualmente contra su voluntad. Concienciar a Gobiernos, medios de comunicación y ciudadanía puede ayudar a erradicar la esclavitud sexual.

## Premios
- 2015: Premios Goya: Nominada a mejor documental.
- 2016: Premios Platino: Nominado a mejor documental.[4]